# Numero lievemente difettivo
Un numero n è detto lievemente difettivo (in inglese almost perfect number, da non confondere con quasiperfect number) se la somma dei suoi divisori propri, cioè incluso l'1 ed escluso n, è uguale a n-1.
È semplice dimostrare che tutte le potenze di 2 sono numeri lievemente difettivi. Non è noto se esistano altri numeri lievemente difettivi.

## Esempi
Alcuni esempi sono:
22=4 è un numero lievemente difettivo perché i suoi divisori propri sono 1 e 2 e la loro somma è 3.
23=8; divisori propri: 1, 2, 4; somma 7.
24=16; divisori propri: 1, 2, 4, 8; somma 15.
25=32; divisori propri: 1, 2, 4, 8, 16; somma 31.